# Ryby Polski
Ryby Polski – gatunki wodnych kręgowców oddychających skrzelami i poruszających się za pomocą płetw, występujące w czasach nowożytnych (po roku 1500), na terenie Polski. Pierwsze opisy ryb występujących w Polsce sporządził w XV w. Jan Długosz w dziele Chorographia Regni Poloniae.
Wykaz obejmuje przedstawicieli następujących, dość odlegle spokrewnionych ze sobą grup kręgowców tradycyjnie zaliczanych do ryb (Pisces) i krągłoustych (Cyclostomata), a współcześnie klasyfikowanych jako gromady lub nadgromady: ryby kostnoszkieletowe, chrzęstnoszkieletowe oraz krągłouste. Zawiera on słodkowodne i dwuśrodowiskowe gatunki rodzime i obce oraz morskie gatunki bytujące stale lub pojawiające się okazjonalnie w południowej części Morza Bałtyckiego. Wymieniono również gatunki obce, które nie zaaklimatyzowały się pomimo celowej lub incydentalnej introdukcji w wodach Polski. Do 2012 roku do polskich wód słodkich z różnych powodów (m.in. akwakultura, uzupełnienie rodzimego składu gatunkowego, wędkarstwo, zwalczanie niepożądanych organizmów i hodowla ryb ozdobnych) usiłowano wprowadzić 37 gatunków obcych.
W jeziorach najczęściej (w blisko stu procentach jezior o powierzchni powyżej 50 ha) występują płoć i okoń. Niewiele rzadsze (powyżej 90%) są jazgarz, leszcz, ukleja i krąp. Przeciętnie w polskich jeziorach o powierzchni powyżej 50 ha występuje 11–12 gatunków ryb.

## Gatunki
Objaśnienia:

§§ – gatunek objęty ochroną ścisłą.

§ – gatunek objęty ochroną częściową.

(I) – gatunek obcy, w tym uciekinierzy z hodowli

(IE) – gatunek obcy, który wyginął w Polsce

Ф – poszczególne tzw. formy ekologiczne troci, tradycyjnie traktowane jak osobne gatunki.

Środowisko życia:

S – woda słodka

M – woda morska

↑S – gatunek anadromiczny

↓M – gatunek katadromiczny

### Ryby kostnoszkieletowe(Osteichthyes)'
| Nazwa systematyczna                         | Nazwa zwyczajowa             | Przypisy                        | Uwagi |
| ------------------------------------------- | ---------------------------- | ------------------------------- | --- |
| Rząd: Acipenseriformes – jesiotrokształtne  |                              |                                 | |
| Rodzina: Acipenseridae – jesiotrowate       |                              |                                 | |
| Acipenser baeri                             | jesiotr syberyjski           | [ 5 ] [ 2 ]                     | (M)↑S (IE) Gatunek obcy, sprowadzony w 1985. |
| Acipenser gueldenstaedti                    | jesiotr rosyjski             | [ 5 ] [ 2 ] [ 6 ]               | M↑S (I) Gatunek obcy, sprowadzony w 1985, w 2000 pojawił się w Bałtyku, występuje w hodowlach.                                                   |
| Acipenser oxyrinchus                        | jesiotr ostronosy            | [ 5 ] [ 7 ] [ a ]               | M↑S §§, |
| Acipenser ruthenus                          | sterlet                      | [ 1 ] [ 5 ] [ 2 ]               | S(M) (IE) Nieudana próba introdukcji w 1837 roku, ponownie wprowadzony w 1985.                                                                   |
| Huso huso                                   | bieługa                      | [ 8 ]                           | M↑S (I) Wsiedlony do środowiska przyrodniczego około 1971 roku, wyginął.                                                                         |
| Rodzina: Polyodontidae – wiosłonosowate     |                              |                                 | |
| Polyodon spathula                           | wiosłonos amerykański        | [ 5 ] [ 2 ]                     | S (I) Sprowadzony do hodowli w latach 90. XX wieku, sporadycznie spotykani są uciekinierzy z hodowli.                                            |
| Rząd: Anguilliformes – węgorzokształtne     |                              |                                 | |
| Rodzina: Anguillidae – węgorzowate          |                              |                                 | |
| Anguilla anguilla                           | węgorz europejski            | [ 1 ] [ 5 ] [ 7 ]               | S↓M |
| Rząd: Clupeiformes – śledziokształtne       |                              |                                 | |
| Rodzina: Clupeidae – śledziowate            |                              |                                 | |
| Alosa alosa                                 | aloza                        | [ 1 ] [ 5 ] [ 7 ]               | M↑S § |
| Alosa fallax                                | parposz                      | [ 1 ] [ 5 ] [ 7 ]               | M(S) § |
| Clupea harengus                             | śledź atlantycki             | [ 1 ] [ 7 ]                     | M |
| Sardina pilchardus                          | sardynka europejska          | [ 9 ]                           | M |
| Sprattus sprattus                           | szprot                       | [ 1 ] [ 7 ]                     | M |
| Rodzina: Engraulidae – sardelowate          |                              |                                 | |
| Engraulis encrasicolus                      | sardela europejska           | [ 1 ] [ 10 ]                    | M, |
| Rząd: Cypriniformes – karpiokształtne       |                              |                                 | |
| Rodzina: Balitoridae – przylgowate          |                              |                                 | |
| Barbatula barbatula                         | śliz pospolity               | [ 1 ] [ 5 ] [ 7 ]               | S § |
| Rodzina: Catostomidae – czukuczanowate      |                              |                                 | |
| Ictiobus niger                              | buffalo czarny               | [ 5 ] [ 2 ]                     | S (IE) Sprowadzony do hodowli w 1989, próby aklimatyzacji zostały zaniechane.                                                                    |
| Rodzina: Cobitidae – piskorzowate           |                              |                                 | |
| Cobitis elongatoides                        | koza dunajska                | [ 11 ] [ 12 ]                   | S § |
| Cobitis taenia                              | koza pospolita               | [ 1 ] [ 5 ] [ 7 ]               | S § |
| Misgurnus fossilis                          | piskorz                      | [ 1 ] [ 5 ] [ 7 ]               | S § |
| Sabanejewia aurata                          | koza złotawa                 | [ 1 ] [ 5 ]                     | S §§ |
| Sabanejewia baltica                         |                              | [ 13 ] [ 14 ]                   | S |
| Sabanejewia balcanica                       | kózka bałkańska              | [ 15 ]                          | S(M) |
| Rodzina: Cyprinidae – karpiowate            |                              |                                 | |
| Abramis ballerus                            | rozpiór                      | [ 1 ] [ 5 ] [ 7 ]               | S |
| Abramis brama                               | leszcz                       | [ 1 ] [ 5 ] [ 7 ]               | S(M) |
| Abramis sapa                                | sapa                         | [ 5 ]                           | S |
| Alburnoides bipunctatus                     | piekielnica                  | [ 1 ] [ 5 ] [ 7 ]               | S § |
| Alburnoides rossicus                        | piekielnica wschodnia        | [ 16 ]                          | S |
| Alburnus alburnus                           | ukleja                       | [ 1 ] [ 5 ] [ 7 ]               | S |
| Aristichthys nobilis                        | tołpyga pstra                | [ 1 ] [ 5 ] [ 7 ] [ 2 ]         | S (I) Gatunek obcy, introdukowany w 1965. |
| Barbus barbus                               | brzana                       | [ 1 ] [ 5 ] [ 7 ]               | S |
| Barbus carpathicus                          | brzanka                      | [ 5 ] [ 7 ] [ e ]               | S § |
| Barbus (cyclolepis) waleckii                | brzana karpacka              | [ 1 ] [ 5 ]                     | S |
| Blicca bjoerkna                             | krąp                         | [ 1 ] [ 5 ] [ 7 ]               | S |
| Carassius auratus                           | karaś chiński                | [ 5 ] [ g ]                     | S (I) Złota rybka (Carassius a. auratus), takson obcy, sprowadzony z Azji.                                                                       |
| Carassius carassius                         | karaś pospolity              | [ 1 ] [ 5 ] [ 7 ]               | S |
| Carassius gibelio                           | karaś srebrzysty             | [ 1 ] [ 5 ] [ 7 ] [ 2 ] [ h ]   | S (I) Gatunek obcy, sprowadzony z Azji w latach 1930–1933.                                                                                       |
| Chondrostoma nasus                          | świnka                       | [ 1 ] [ 5 ] [ 7 ]               | S |
| Ctenopharyngodon idella                     | amur biały                   | [ 1 ] [ 5 ] [ 7 ] [ 2 ]         | S (I) Gatunek obcy, introdukowany w 1964. |
| Cyprinus carpio                             | karp                         | [ 1 ] [ 5 ] [ 7 ] [ 2 ]         | S (I) Gatunek obcy, sprowadzony pomiędzy XII a XIII w.                                                                                           |
| Eupallasella percnurus                      | strzebla błotna              | [ 1 ] [ 5 ] [ 7 ]               | S §§ |
| Gobio gobio                                 | kiełb                        | [ 1 ] [ 5 ] [ 7 ]               | S |
| Hypophthalmichthys molitrix                 | tołpyga biała                | [ 1 ] [ 5 ] [ 7 ] [ 2 ]         | S (I) Gatunek obcy, introdukowany w 1965. |
| Leucaspius delineatus                       | słonecznica                  | [ 1 ] [ 5 ] [ 7 ]               | S |
| Leuciscus aspius                            | boleń                        | [ 1 ] [ 5 ] [ 7 ]               | S(M) |
| Leuciscus cephalus                          | kleń                         | [ 1 ] [ 5 ] [ 7 ]               | S(M) |
| Leuciscus idus                              | jaź                          | [ 1 ] [ 5 ] [ 7 ]               | S(M) |
| Leuciscus leuciscus                         | jelec europejski             | [ 1 ] [ 5 ] [ 7 ]               | S(M) |
| Pelecus cultratus                           | ciosa                        | [ 1 ] [ 5 ] [ 7 ]               | S § |
| Phoxinus phoxinus                           | strzebla potokowa            | [ 1 ] [ 5 ] [ 7 ]               | S |
| Pseudorasbora parva                         | czebaczek amurski            | [ 5 ] [ 2 ]                     | S (I) Gatunek obcy, introdukowany przypadkowo w 1990.                                                                                            |
| Rhodeus amarus                              | różanka europejska           | [ 1 ] [ 5 ] [ 7 ] [ j ]         | S § Popularny synonim Rhodeus sericeus w rzeczywistości jest nazwą gatunkową ryby występującej w dorzeczu Amuru.                                 |
| Romanogobio albipinnatus                    | kiełb białopłetwy            | [ 1 ] [ 5 ]                     | S § |
| Romanogobio belingi                         |                              | [ 17 ] [ 14 ]                   | S |
| Romanogobio kesslerii                       | kiełb Kesslera               | [ 1 ] [ 5 ]                     | S § |
| Romanogobio uranoscopus                     | kiełb długowąsy              | [ 18 ]                          | S |
| Romanogobio vladykovi                       |                              | [ 19 ]                          | S |
| Rutilus rutilus                             | płoć                         | [ 1 ] [ 5 ] [ 7 ]               | S(M) |
| Rutilus virgo                               |                              | [ 20 ]                          | S |
| Scardinius erythrophthalmus                 | wzdręga                      | [ 1 ] [ 5 ] [ 7 ]               | S |
| Tinca tinca                                 | lin                          | [ 1 ] [ 5 ] [ 7 ]               | S(M) |
| Vimba vimba                                 | certa                        | [ 1 ] [ 5 ] [ 7 ]               | (M)↑S |
| Rząd: Siluriformes – sumokształtne          |                              |                                 | |
| Rodzina: Clariidae – długowąsowate          |                              |                                 | |
| Clarias gariepinus                          | sum afrykański               | [ 5 ] [ 2 ]                     | S (IE) Sprowadzony do hodowli w 1990. |
| Rodzina: Ictaluridae – sumikowate           |                              |                                 | |
| Ameiurus melas                              | sumik czarny                 | [ 2 ]                           | S (I) Gatunek obcy, stwierdzony w 2007. |
| Ameiurus nebulosus                          | sumik karłowaty              | [ 1 ] [ 5 ] [ 7 ] [ 2 ]         | S(M) (I) Gatunek obcy, sprowadzony z Ameryki Północnej w 1885.                                                                                   |
| Rodzina: Loricariidae – zbrojnikowate       |                              |                                 | |
| Pterygoplichthys gibbiceps                  | zbrojnik lamparci            | [ 2 ]                           | S (IE) Gatunek obcy, stwierdzony w 2006 w Brdzie.                                                                                                |
| Rodzina: Pangasiidae                        |                              |                                 | |
| Pangasianodon hypophthalmus                 | sum rekini                   | [ 2 ]                           | S (IE) Stwierdzony w 2005. |
| Rodzina: Siluridae – sumowate               |                              |                                 | |
| Silurus glanis                              | sum europejski               | [ 1 ] [ 5 ] [ 7 ]               | S |
| Rząd: Characiformes – kąsaczokształtne      |                              |                                 | |
| Rodzina: Serrasalmidae – piraniowate        |                              |                                 | |
| Piaractus brachypomus                       | pirapitinga                  | [ 21 ] [ 22 ]                   | S (I) Gatunek obcy, dwa osobniki wyłowione w czerwcu 2002 w ciepłym kanale w Szczecinie, dwa złowione we Wrocławiu i jeden w Jelczu-Laskowicach. |
| Rząd: Esociformes – szczupakokształtne      |                              |                                 | |
| Rodzina: Esocidae – szczupakowate           |                              |                                 | |
| Esox lucius                                 | szczupak pospolity           | [ 1 ] [ 5 ] [ 7 ]               | S(M) |
| Rodzina: Umbridae – muławkowate             |                              |                                 | |
| Umbra krameri                               | muławka bałkańska            | [ 1 ] [ 5 ] [ 2 ]               | S (IE) Gatunek obcy, stwierdzony w 1921 i 1967.                                                                                                  |
| Umbra pygmaea                               | muławka wschodnioamerykańska | [ 5 ] [ 2 ]                     | S (I) Gatunek obcy, stwierdzony w 1995. |
| Rząd: Osmeriformes – stynkokształtne        |                              |                                 | |
| Rodzina: Osmeridae – stynkowate             |                              |                                 | |
| Osmerus eperlanus                           | stynka                       | [ 1 ] [ 5 ] [ 7 ]               | M↑S |
| Rząd: Salmoniformes – łososiokształtne      |                              |                                 | |
| Rodzina: Salmonidae – łososiowate           |                              |                                 | |
| Coregonus albula                            | sielawa                      | [ 1 ] [ 5 ] [ 7 ]               | S(M) |
| † Coregonus fera                            |                              | [ 2 ]                           | S (IE) Nieudane próby introdukcji w latach 1858–1862, gatunek wymarły.                                                                           |
| Coregonus lavaretus                         | sieja pospolita              | [ 1 ] [ 5 ] [ 7 ] [ 23 ] [ 14 ] | M↑S |
| Coregonus muksun                            | muksun                       | [ 5 ] [ 2 ]                     | (M)↑S (I) Gatunek obcy, introdukowany do Wisły i Odry w 1984.                                                                                    |
| Coregonus nilssoni                          | sieja szlachetna             | [ 25 ] [ 14 ]                   | S (I) Gatunek obcy, introdukowany do kilku jezior w dorzeczu Odry.                                                                               |
| Coregonus peled                             | peluga                       | [ 1 ] [ 5 ] [ 7 ] [ 2 ]         | S (I) Gatunek obcy, introdukowany w 1966. |
| Coregonus widegreni                         | sieja wolasta                | [ 26 ] [ 14 ]                   | (M)↑S |
| Hucho hucho                                 | głowacica                    | [ 1 ] [ 5 ] [ 7 ]               | S §§ |
| Oncorhynchus gorbuscha                      | gorbusza                     | [ 2 ]                           | M↑S (IE) Podejmowano próby introdukcji w latach 70. XX wieku.                                                                                    |
| Oncorhynchus kisutsch                       | kiżucz                       | [ 2 ]                           | ↑S Gatunek obcy, introdukowany w 1859, bez powodzenia.                                                                                           |
| Oncorhynchus mykiss                         | pstrąg tęczowy               | [ 1 ] [ 5 ] [ 7 ] [ 2 ]         | S (I) Gatunek obcy, sprowadzony z Ameryki Północnej w latach 1881–1889.                                                                          |
| Oncorhynchus tshawytscha                    | czawycza                     | [ 1 ] [ 2 ]                     | M↑S (IE) Nieudana próba introdukcji w 1889. |
| Salmo labrax                                | troć czarnomorska            | [ 27 ]                          | M↑S |
| Salmo salar                                 | łosoś szlachetny             | [ 1 ] [ 5 ] [ 7 ]               | M↑S |
| Salmo trutta m. fario                       | pstrąg potokowyФ             | [ 1 ] [ 5 ] [ 7 ]               | S |
| Salmo trutta m. lacustris                   | troć jeziorowaФ              | [ 1 ] [ 5 ] [ 7 ]               | S |
| Salmo trutta m. trutta                      | troć wędrownaФ               | [ 1 ] [ 5 ] [ 7 ]               | M↑S |
| Salvelinus alpinus                          | golec zwyczajny              | [ 1 ] [ 2 ]                     | M↑S (IE) Podejmowano próby introdukcji w 1603(?) i 1840 roku.                                                                                    |
| Salvelinus fontinalis                       | pstrąg źródlany              | [ 1 ] [ 5 ] [ 7 ] [ 2 ]         | S (I) Gatunek obcy, sprowadzony z Ameryki Północnej w 1890.                                                                                      |
| Thymallus baicalensis                       | lipień bajkalski             | [ 5 ] [ 28 ]                    | S (IE) Gatunek obcy, w 1973 r. wydostał się z hodowli w Czechach, potem wyginął lub skrzyżował się z rodzimym lipieniem pospolitym.              |
| Thymallus thymallus                         | lipień pospolity             | [ 1 ] [ 5 ] [ 7 ]               | S |
| Rząd: Aulopiformes – skrzelokształtne       |                              |                                 | |
| Rodzina: Paralepididae                      |                              |                                 | |
| Magnisudis atlantica                        |                              | [ 29 ]                          | M |
| Rząd: Gadiformes – dorszokształtne          |                              |                                 | |
| Rodzina: Gadidae – dorszowate               |                              |                                 | |
| Enchelyopus cimbrius                        | motela                       | [ 1 ] [ 7 ]                     | M |
| Gadus morhua                                | dorsz                        | [ 1 ] [ 7 ]                     | M |
| Lota lota                                   | miętus pospolity             | [ 1 ] [ 5 ] [ 7 ]               | S |
| Melanogrammus aeglefinus                    | plamiak                      | [ 1 ] [ 10 ]                    | M |
| Odontogadus merlangus                       | witlinek                     | [ 1 ] [ 7 ]                     | M |
| Pollachius virens                           | czarniak                     | [ 1 ] [ 30 ]                    | M |
| Pollachius pollachius                       | rdzawiec                     | [ 1 ] [ 31 ] [ n ]              | M |
| Raniceps raninus                            | żabogłów                     | [ 33 ] [ n ]                    | M |
| Trisopterus esmarkii                        | okowiel                      | [ 34 ] [ n ]                    | M |
| Trisopterus minutus                         | karlik                       | [ 35 ]                          | M, 1 osobnik złowiony w 2017 roku. |
| Rząd: Beloniformes – belonokształtne        |                              |                                 | |
| Rodzina: Belonidae – belonowate             |                              |                                 | |
| Belone belone                               | belona pospolita             | [ 1 ] [ 7 ]                     | M |
| Rodzina: Scomberesocidae – makreloszowate   |                              |                                 | |
| Scomberesox saurus                          | makrelosz                    | [ 36 ]                          | M |
| Rząd: Gasterosteiformes – ciernikokształtne |                              |                                 | |
| Rodzina: Gasterosteidae – ciernikowate      |                              |                                 | |
| Gasterosteus aculeatus                      | ciernik                      | [ 1 ] [ 5 ] [ 7 ]               | S(M) |
| Gasterosteus gymnurus                       |                              | [ 37 ]                          | S(M) |
| Pungitius pungitius                         | cierniczek                   | [ 1 ] [ 5 ] [ 7 ]               | S(M) |
| Spinachia spinachia                         | pocierniec                   | [ 1 ] [ 7 ]                     | M § |
| Rząd: Mugiliformes – mugilokształtne        |                              |                                 | |
| Rodzina: Mugilidae – mugilowate             |                              |                                 | |
| Chelon auratus                              | cefal złocisty               | [ 38 ]                          | M(S) |
| Chelon labrosus                             | tępogłów grubowargi          | [ 30 ]                          | M(S) |
| Liza ramada                                 | cefal cienkowargi            | [ 39 ]                          | M(S) |
| Rząd: Perciformes – okoniokształtne         |                              |                                 | |
| Podrząd: Percoidei – okoniowce              |                              |                                 | |
| Rodzina: Percidae – okoniowate              |                              |                                 | |
| Gymnocephalus cernuus                       | jazgarz                      | [ 1 ] [ 5 ] [ 7 ]               | S(M) |
| Perca fluviatilis                           | okoń europejski              | [ 1 ] [ 5 ] [ 7 ]               | S(M) |
| Sander lucioperca                           | sandacz                      | [ 1 ] [ 5 ] [ 7 ]               | S(M) |
| Sander volgensis                            | bersz                        | [ 40 ]                          | S(M) |
| Zingel streber                              | czop żółty                   | [ 41 ]                          | S |
| Zingel zingel                               | czop czarny                  | [ 42 ]                          | S |
| Rodzina: Bramidae – bramowate               |                              |                                 | |
| Taractichthys longipinnis                   |                              | [ 43 ]                          | M |
| Rodzina: Carangidae – ostrobokowate         |                              |                                 | |
| Trachurus trachurus                         | ostrobok pospolity           | [ 1 ] [ 30 ] [ 10 ]             | M |
| Rodzina: Centrarchidae – bassowate          |                              |                                 | |
| Micropterus salmoides                       | bass wielkogębowy            | [ 1 ] [ 5 ] [ 7 ] [ 2 ]         | S (IE) Gatunek obcy, sprowadzony prawdopodobnie w 1912, hodowany z powodzeniem, przez ostatnie 40 lat nie został zaobserwowany.                  |
| Lepomis gibbosus                            | bass słoneczny               | [ 1 ] [ 5 ] [ 2 ]               | S (I) Gatunek obcy, sprowadzony w 1927. |
| Rodzina: Moronidae – moronowate             |                              |                                 | |
| Dicentrarchus labrax                        | labraks                      | [ 30 ]                          | M(S) |
| Rodzina: Mullidae – barwenowate             |                              |                                 | |
| Mullus surmuletus                           | barwena                      | [ 1 ] [ 30 ]                    | M |
| Podrząd: Labroidei – wargaczowce            |                              |                                 | |
| Rodzina: Cichlidae – pielęgnicowate         |                              |                                 | |
| Oreochromis niloticus                       | tilapia nilowa               | [ 5 ] [ 2 ]                     | S (IE) Gatunek obcy, sprowadzony do hodowli w 1994. Obecnie hodowany w zamkniętej akwakulturze.                                                  |
| Rodzina: Labridae – wargaczowate            |                              |                                 | |
| Labrus bergylta                             | wargacz kniazik              | [ 30 ]                          | M |
| Podrząd: Zoarcoidei – węgorzycowce          |                              |                                 | |
| Rodzina: Pholidae – ostropłetwcowate        |                              |                                 | |
| Pholis gunnellus                            | ostropłetwiec                | [ 1 ] [ 7 ]                     | M |
| Rodzina: Stichaeidae – stychejkowate        |                              |                                 | |
| Lumpenus lampretaeformis                    | taśmiak długi                | [ 1 ] [ 45 ] [ 10 ]             | M § |
| Rodzina: Zoarcidae – węgorzycowate          |                              |                                 | |
| Zoarces viviparus                           | węgorzyca                    | [ 1 ] [ 7 ]                     | M |
| Rodzina: Anarhichadidae – zębaczowate       |                              |                                 | |
| Anarhichas lupus                            | zębacz pasiasty              | [ 1 ]                           | M |
| Podrząd: Trachinoidei – ostroszowce         |                              |                                 | |
| Rodzina: Ammodytidae – dobijakowate         |                              |                                 | |
| Ammodytes marinus                           | dobijak niebieski            | [ 7 ] [ 46 ]                    | M(S) |
| Ammodytes tobianus                          | tobiasz                      | [ 1 ] [ 7 ]                     | M(S) |
| Rodzina: Trachinidae – ostroszowate         |                              |                                 | |
| Trachinus draco                             | ostrosz                      | [ 1 ] [ 47 ]                    | M |
| Hyperoplus lanceolatus                      | dobijak                      | [ 1 ] [ 48 ] [ 49 ]             | M |
| Podrząd: Gobioidei – babkowce               |                              |                                 | |
| Rodzina: Gobiidae – babkowate               |                              |                                 | |
| Aphia minuta                                | babka przezroczysta          | [ 1 ]                           | M |
| Gobius niger                                | babka czarna                 | [ 1 ] [ 7 ]                     | M § |
| Gobiusculus flavescens                      | babka czarnoplamka           | [ 1 ] [ 7 ]                     | M § |
| Neogobius fluviatilis                       | babka szczupła               | [ 2 ] [ 50 ]                    | SM (I) Inwazyjny gatunek obcy, stwierdzony w 1997.                                                                                               |
| Neogobius gymnotrachelus                    | babka łysa                   | [ 5 ] [ 2 ] [ 50 ]              | M(S) (I) Inwazyjny gatunek obcy, stwierdzony w 1995.                                                                                             |
| Neogobius melanostomus                      | babka bycza                  | [ 2 ] [ 50 ]                    | M(S) (I) Inwazyjny gatunek obcy, od 1990 w Zatoce Puckiej, w 2002 stwierdzony w wodach śródlądowych.                                             |
| Pomatoschistus microps                      | babka piaskowa               | [ 1 ] [ 51 ]                    | M § |
| Pomatoschistus minutus                      | babka mała                   | [ 1 ] [ 7 ]                     | MS § |
| Proterorhinus marmoratus                    | babka marmurkowata           | [ 52 ]                          | S(M) (I) Gatunek obcy, stwierdzony w 2008. |
| Proterorhinus semilunaris                   | babka rurkonosa              | [ 2 ]                           | S (I) Gatunek obcy, stwierdzony w 2008. |
| Rodzina: Odontobutidae                      |                              |                                 | |
| Perccottus glenii                           | trawianka                    | [ 5 ] [ 50 ]                    | S (I) Inwazyjny gatunek obcy zawleczony lub introdukowanym przed rokiem 1993.                                                                    |
| Podrząd: Scombroidei – makrelowce           |                              |                                 | |
| Rodzina: Scombridae – makrelowate           |                              |                                 | |
| Scomber scombrus                            | makrela atlantycka           | [ 1 ] [ 7 ]                     | M |
| Thunnus thynnus                             | tuńczyk                      | [ 1 ] [ 7 ]                     | M |
| Rodzina: Xiphiidae – włócznikowate          |                              |                                 | |
| Xiphias gladius                             | włócznik (miecznik)          | [ 1 ] [ 30 ]                    | M |
| Rząd: Pleuronectiformes – flądrokształtne   |                              |                                 | |
| Rodzina: Pleuronectidae – flądrowate        |                              |                                 | |
| Hippoglossoides platessoides                | niegładzica                  | [ 1 ] [ 10 ]                    | M |
| Limanda limanda                             | zimnica                      | [ 1 ] [ 7 ]                     | M |
| Platichthys flesus                          | stornia                      | [ 1 ] [ 7 ]                     | M(S) |
| Pleuronectes platessa                       | gładzica                     | [ 1 ] [ 7 ]                     | M |
| Rodzina: Scophthalmidae – nagładowate       |                              |                                 | |
| Scophthalmus rhombus                        | nagład                       | [ 1 ] [ 7 ]                     | M |
| Scophthalmus maximus                        | skarp (turbot)               | [ 1 ] [ 7 ]                     | M |
| Rodzina: Soleidae – solowate                |                              |                                 | |
| Solea solea                                 | sola zwyczajna               | [ 53 ] [ 54 ]                   | M |
| Rząd: Scorpaeniformes – skorpenokształtne   |                              |                                 | |
| Rodzina: Agonidae – lisicowate              |                              |                                 | |
| Agonus cataphractus                         | lisica                       | [ 1 ] [ 7 ]                     | M |
| Rodzina: Cottidae – głowaczowate            |                              |                                 | |
| Cottus gobio                                | głowacz białopłetwy          | [ 1 ] [ 5 ] [ 7 ]               | S § |
| Cottus microstomus                          |                              | [ 55 ]                          | S(M) |
| Cottus poecilopus                           | głowacz pręgopłetwy          | [ 1 ] [ 5 ] [ 7 ]               | S § |
| Myoxocephalus quadricornis                  | kur rogacz                   | [ 1 ] [ 56 ] [ 54 ]             | MS §, |
| Myoxocephalus scorpius                      | kur diabeł                   | [ 1 ] [ 7 ]                     | M |
| Taurulus bubalis                            | kur głowacz                  | [ 1 ] [ 7 ]                     | M |
| Rodzina: Cyclopteridae – taszowate          |                              |                                 | |
| Cyclopterus lumpus                          | tasza                        | [ 1 ] [ 7 ]                     | M |
| Rodzina: Liparidae – dennikowate            |                              |                                 | |
| Liparis liparis                             | dennik                       | [ 1 ] [ 10 ]                    | M § |
| Rodzina: Triglidae – kurkowate              |                              |                                 | |
| Trigla guarnardus                           | kurek szary                  | [ 1 ] [ 7 ]                     | M |
| Trigla lucerna                              | kurek czerwony               | [ 1 ] [ 30 ]                    | M |
| Rząd: Syngnathiformes – igliczniokształtne  |                              |                                 | |
| Rodzina: Syngnathidae – igliczniowate       |                              |                                 | |
| Entelurus aequoreus                         | wężyna                       | [ 30 ]                          | M |
| Nerophis ophidion                           | wężynka                      | [ 1 ] [ 7 ]                     | M § |
| Syngnathus rostellatus                      | igliczka                     | [ 7 ]                           | M |
| Syngnathus typhle                           | iglicznia                    | [ 1 ] [ 57 ]                    | M § |
| Rząd: Tetraodontiformes – rozdymkokształtne |                              |                                 | |
| Rodzina: Molidae – samogłowowate            |                              |                                 | |
| Mola mola                                   | samogłów                     | [ 58 ] [ 59 ]                   | M |

### Ryby chrzęstnoszkieletowe(Chondrichthyes)
| Nazwa systematyczna                   | Nazwa zwyczajowa      | Przypisy    | Uwagi                  |
| ------------------------------------- | --------------------- | ----------- | ---------------------- |
| Rząd: Pristiformes – piłokształtne    |                       |             |                        |
| Rodzina: Pristidae – piłowate         |                       |             |                        |
| Pristis pectinata                     | piła drobnozębna      | [ 1 ]       | M                      |
| Rząd: Rajiformes – rajokształtne      |                       |             |                        |
| Rodzina: Rajidae – rajowate           |                       |             |                        |
| Amblyraja radiata                     | płaszczka gwiaździsta | [ 1 ]       | M                      |
| Rząd: Squaliformes – koleniokształtne |                       |             |                        |
| Rodzina: Etmopteridae                 |                       |             |                        |
| Etmopterus spinax                     | kolczak czarny        | [ 60 ]      | M, Stwierdzony w 2016. |
| Rodzina: Squalidae' – koleniowate     |                       |             |                        |
| Squalus acanthias                     | koleń pospolity       | [ 1 ] [ o ] | M                      |

### BezżuchwowceAgnatha
| Nazwa systematyczna                        | Nazwa zwyczajowa   | Przypisy          | Uwagi  |
| ------------------------------------------ | ------------------ | ----------------- | ------ |
| Rząd: Petromyzontiformes – minogokształtne |                    |                   |        |
| Rodzina: Petromyzontidae – minogowate      |                    |                   |        |
| Eudontomyzon mariae                        | minóg ukraiński    | [ 1 ] [ 5 ]       | S §    |
| Eudontomyzon vladykovi                     | minóg Władykowa    | [ 1 ]             | S      |
| Lampetra fluviatilis                       | minóg rzeczny      | [ 1 ] [ 5 ] [ 7 ] | M(S) § |
| Lampetra planeri                           | minóg strumieniowy | [ 1 ] [ 5 ] [ 7 ] | S §    |
| Petromyzon marinus                         | minóg morski       | [ 1 ] [ 5 ] [ 7 ] | M↑S §§ |